# Liste der geschützten Landschaftsbestandteile im Landkreis Diepholz
Im Landkreis Diepholz gibt diese ausgewiesenen geschützten Landschaftsbestandteile.
| Alte Weser                                     |    | GLB DH 00001 | Weyhe                                   | ⊙ |  | 24. Juni 1985 |
| Baumschutzsatzung der Gemeinde Stuhr           | BW | GLB DH 00002 | Stuhr                                   | ⊙ |  | 7. Juli 1988  |
| Baumschutzsatzung Gemeinde Weyhe               | BW | GLB DH 00003 | Weyhe                                   | ⊙ |  | 14. Juni 1983 |
| Heidmoor                                       | BW | GLB DH 00004 | Martfeld westlich des Ortsteils Hustedt | ⊙ |  | 12. Jan. 1990 |
| Baumschutzsatzung der Gemeinde Wehrbleck       | BW | GLB DH 00005 | Wehrbleck                               | ⊙ |  | 20. Mai 2010  |
| Baumschutzsatzung der Gemeinde Bahrenborstel   | BW | GLB DH 00006 | Bahrenborstel                           | ⊙ |  | 1. Dez. 2010  |
| Legende für Geschützter Landschaftsbestandteil |    |              |                                         |   |  |               |